# 東亜研究所
東亜研究所（とうあけんきゅうじょ）は、1938年（昭和13年）9月、企画院の外郭団体として設立された大日本帝国の国策調査・研究機関。第二次世界大戦後解散した。略称は「東研」（とうけん）。

## 概要
東亜の人文、自然の科学的研究を目的に、企画院管轄の財団法人として1938年9月1日に設立。総裁には近衛文麿、副総裁には大蔵公望（満鉄理事、貴族院議員）、常務理事に唐沢俊樹らが就任したが、事実上の所長として運営を切り回していたのは大蔵であった。人文・社会・自然科学の総合的視点に立ち、東アジア全般の地域研究に加え、ソ連・南方（東南アジア）・中近東など、当時の日本の地域研究においてほとんど手つかずだった諸地域の研究を進め、日中戦争（支那事変）の遂行および、これらの地域に対する国策の樹立に貢献することが期待された。
1940年（昭和15年）以降、満鉄調査部と共同で、中国社会に対する最初の総合的現地調査である「中国農村慣行調査」（華北農村慣行調査）を行ったことで知られている。太平洋戦争（大東亜戦争）期の南方占領地軍政においては、第16軍（ジャワ軍政監部）のもとで柘植秀臣を班長として旧蘭印（インドネシア）のジャワ占領地における調査活動を担当した。
所員としては講座派経済学者の山田盛太郎など、日本内地の言論弾圧により活動の場を失った左派・リベラル派の知識人が多数採用されており（そのせいか企画院事件で検挙された所員もいる）、より若年の世代では内田義彦・水田洋など、第二次世界大戦後の社会科学研究に学問貢献した高名な学者を多数輩出した。
1945年（昭和20年）8月の敗戦にもかかわらず東研はしばらく存続し、戦後も資料収集を継続し、敗戦時の混乱で政府から正式な解散認可も出ないまま1946年（昭和21年）3月3日（正確な月日は不明）に解散、その所蔵資料と土地資産は財団法人政治経済研究所に継承された。神田駿河台の旧東亜研究所ビル（政経ビル）は1951年に明治大学に売却され、1982年まで学生会館として使用された。

## 所員・研究員(五十音順)
- 青木雄造
- 池田善長
- 猪間驥一
- 内田義彦
- 枝吉勇
- 大上末広
- 小川平二
- 大島清
- 岡倉古志郎
- 小松春雄
- 柘植秀臣
- 棚瀬襄爾
- 玉城肇
- 土井章
- 外山八郎
- 西村朝日太郎
- 馬場啓之助
- 堀江邑一
- 水田洋
- 村山重忠
- 塚谷晃弘
- 和田耕作
- 山田盛太郎
- 山本秀夫

## 機関誌
所内の研究成果を一般に公表する機関誌として『東亜研究所報』が1939年5月に創刊され、1944年頃まで刊行を継続した。

## 名称の類似した機関
1930年代以降、特に東研発足前後をピークとして、日本国内で「東亜新秩序」「大東亜共栄圏」建設の気運が高まったことから、多くの研究所・機関がこの時局に便乗し類似した名称を冠して発足した。主要なものとして次の機関がある。
- 山口高等商業学校の「東亜経済研究所」（1933年改称による / 現・山口大学東亜経済研究所）
- 東京商科大学の東亜経済研究所（1940年4月1日設置 / 現・一橋大学経済研究所）
  - 上田貞次郎の提唱により東京商科大学付属の研究機関として設置。設置の翌5月に所長の上田が急逝したことから、同大教授の高瀬荘太郎が所長を引き継いだ。1942年の官立商業大学官制改正（ 昭和17年2月6日勅令第70号）により官制となる。戦前は学内研究や研究報告等の他に、大東亜諸国や同大学の後援組織『如水会』の各支部など、国内外に嘱託員並びに学生の派遣も行っていた。
- 長崎高等商業学校の「大東亜経済研究所」（1942年改称 / 現・長崎大学経済学部東南アジア研究所）
- 神戸商業大学の「大東亜研究所」（1944年改称 / 現・神戸大学経済経営研究所）

これらの研究所は第二次世界大戦終結にともない、GHQの指令により大半は廃止され、一部は「東亜」の文字を外して「経済研究所」などと改称することで存続した。山口高商の系譜を引き継ぐ山口大学の東亜経済研究所のみが例外的に戦前以来の名称を残しているが、この研究所も戦後の一時期は断絶することを余儀なくされた。
日本以外の国では、例えば吉林師範大学やシンガポール国立政治大学の「東亜研究所」、杭州大学の「東亜経済研究所」のように、中国を含む漢語文化圏の大学で東アジア地域を主な対象とする研究機関に類似の名称がいくつか見受けられる。

## 関連文献
- 柘植秀臣 『東亜研究所と私 - 戦中知識人の証言 - 』 勁草書房、1979年
- 原覚天 『現代アジア研究成立史論 - 満鉄調査部・東亜研究所・IPRの研究 - 』 勁草書房、1984年